# Тімфі
Тімфі, інколи Тімфе (грец. Τύμφη) — гірське пасмо в Греції, частина Пінду, адміністративно розташована на півночі ному Яніна. Область Тімфі також належить до історичного регіону Загорі.
Найвищими вершини Тімфі: Гаміла 2497 м, Астрака 2436 м, Плоскос 2400 м і Лапатос 2251 м. Тімфі має довжину 20 — 25 км зі сходу на захід і ширину 15 км з півночі на південь. На північно-східних схилах бере свій початок річка Аоос та її притока Войдоматіс. Частиною Тімфі є каньйон Вікос, визнаний Книгою рекордів Гіннеса як каньйон із найбільшою глибиною по відношенню до його ширини.
Каньйон Вікос, гора Тімфі та ущелина річки Аоос формують національний парк Греції Вікос-Аоос.